# Aldo Alessandrini
Aldo Alessandrini (Ascoli Piceno, 8 luglio 1907 – Ancona, 10 dicembre 1989) è stato un militare e aviatore italiano, che durante il corso della seconda guerra mondiale fu comandante del 3º Gruppo Autonomo Caccia Terrestre della Regia Aeronautica, e poi del 2º Gruppo caccia "Gigi Tre Osei" dell'Aeronautica Nazionale Repubblicana. Nell'estate del 1944, nel corso dell'Operazione Phoenix, cioè il tentativo attuato dal Feldmaresciallo Wolfram von Richthofen di incorporare tutti i reparti dell'Aeronautica Nazionale Repubblicana nelle file della Luftwaffe, fu l'unico alto ufficiale dell'ANR ad opporvisi fermamente, salvando armi alla mano tutti gli apparecchi in dotazione al suo reparto.

## Biografia

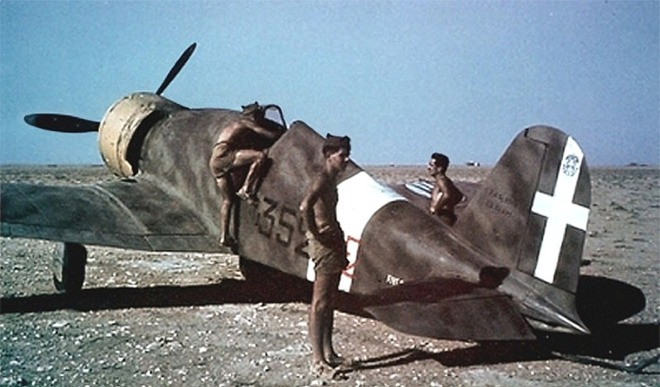
Un caccia Fiat G.50bis/AS Freccia della 352ª Squadriglia del 20º Gruppo Caccia Terrestre.

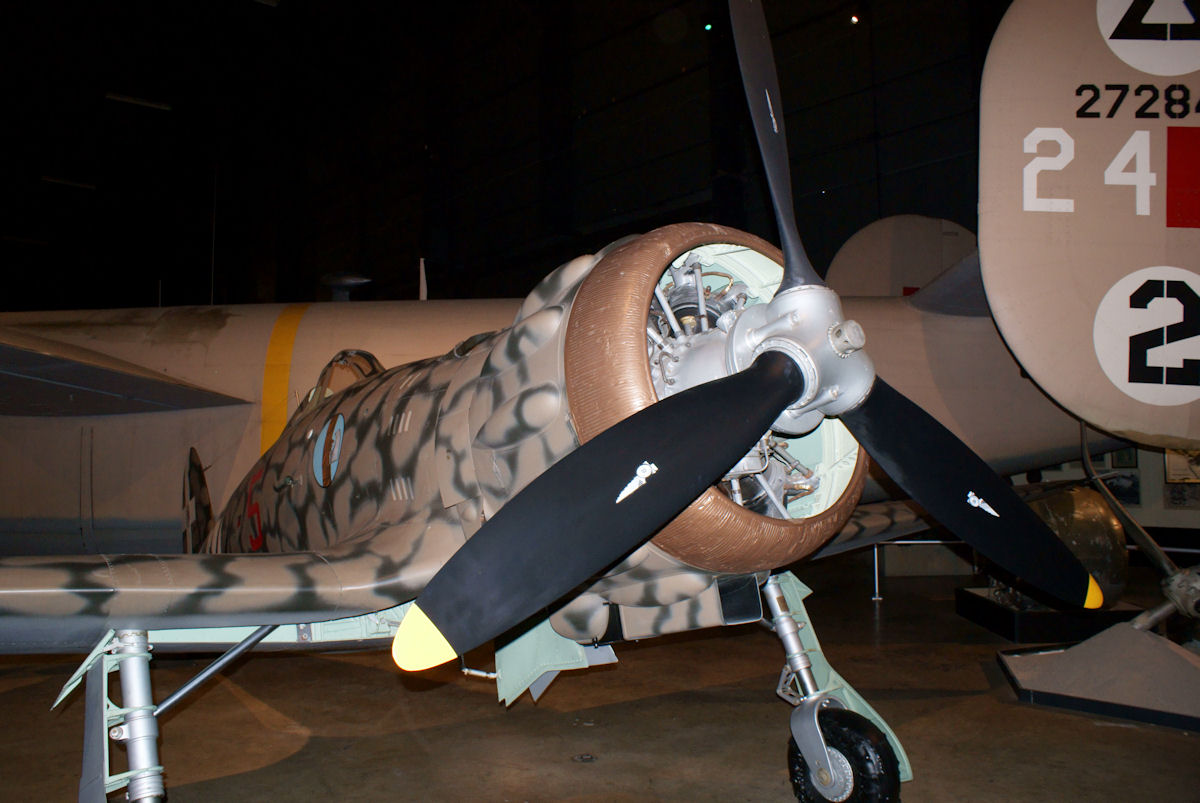
Un Macchi M.C.200 che riproduce la livrea mimetica utilizzata in Nord Africa dalla 372ª Squadriglia Caccia Terrestre (153º Gruppo, 53º Stormo). Questo esemplare venne catturato e trasferito negli Stati Uniti. Ristrutturato nel 1989, attualmente è esposto al National Museum of the United States Air Force a Dayton (Ohio).

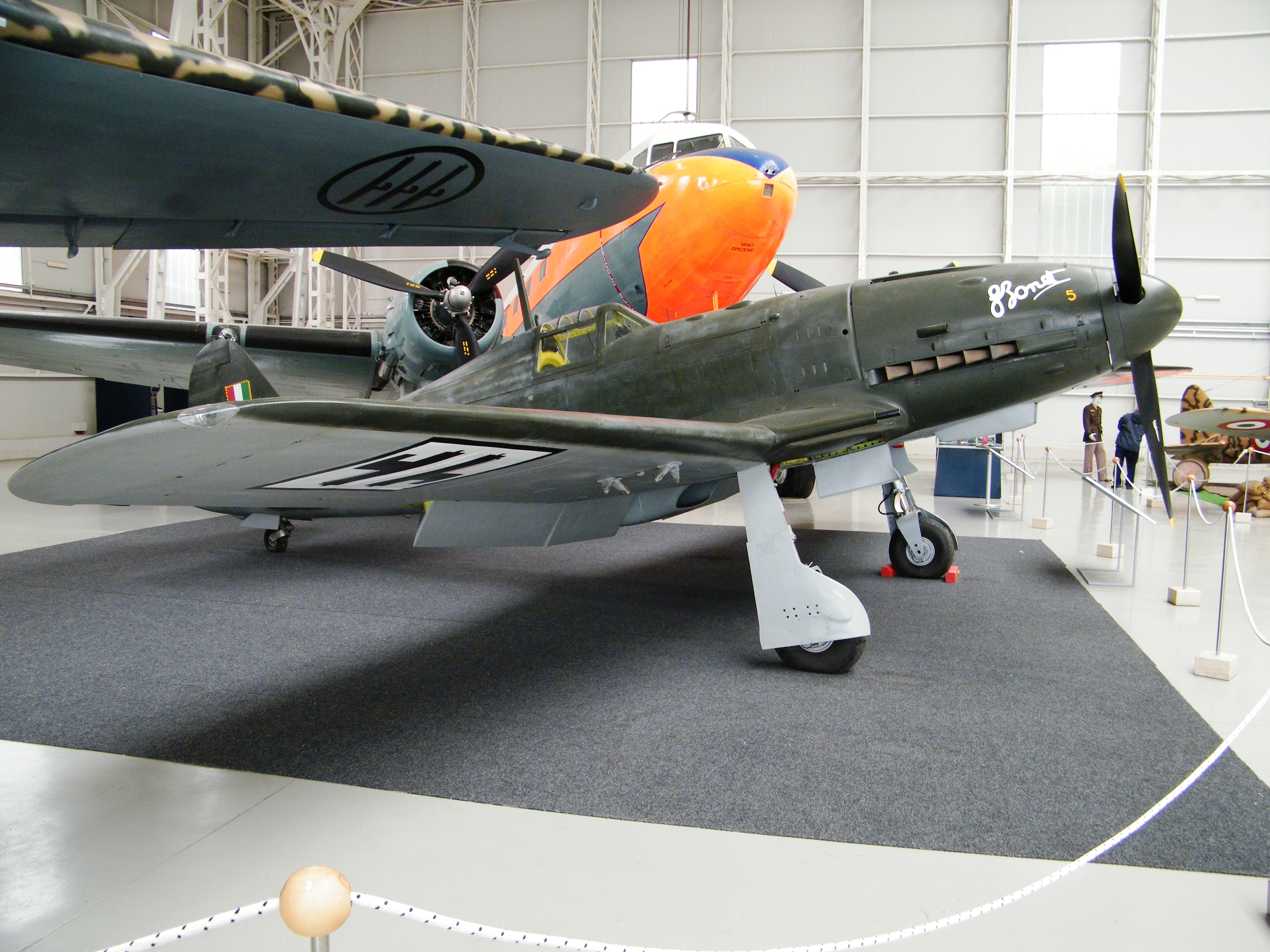
Un caccia Fiat G.55 Centauro con i colori della Squadriglia complementare d'allarme "Montefusco-Bonet" esposto al Museo dell'Aeronautica di Vigna di Valle.

Nacque ad Ascoli Piceno l'8 luglio 1907. Conseguito il diploma di maturità, nel 1928 si arruola nella Regia Accademia Aeronautica, iniziando a frequentare la Regia Accademia Aeronautica di Caserta, Corso Falco, da dove uscì con il grado di sottotenente pilota. Alla fine degli anni trenta del XX secolo assume il comando della 351ª Squadriglia, una delle 3 che il 1 giugno 1939 vanno a formare il del 20º Gruppo Caccia Terrestre, Il 1º ottobre dello stesso anno il 20º e il 21º Gruppo vengono accorpati in un nuovo Stormo, il 51º Stormo Caccia Terrestre, di stanza sull'aeroporto di Ciampino sud.  Nei primi mesi del 1940 la 351ª  Squadriglia quale partecipa all'esercitazione bellica sui cieli di Roma. Insieme ai caccia Fiat C.R.32 i Fiat G.50 Freccia della 351ª riescono a mettere in scacco i pur veloci Savoia-Marchetti S.79 Sparviero del 12º Stormo Bombardamento Terrestre scompaginandone la formazione, e palesando l'importanza della specialità caccia nella difesa dello spazio aereo e del territorio della Patria. 
In onore della vittoria sui Sorci Verdi il 51° assume quale stemma un gatto nell'atto di afferrare tre topi, che fu disegnato dal tenente pilota Vincenzo Sant'Andrea della 353ª Squadriglia.

### Seconda Guerra Mondiale
Dopo l'entrata in guerra del Regno d'Italia, avvenuta il 10 giugno 1940, alle 3:45 del giorno successivo eseguì la sua prima missione bellica del 51º Stormo, un volo di crociera difensiva insieme al sergente maggiore Artidoro Galletti.
Partecipò poi come pilota nei cieli del Mediterraneo.  Nel giugno 1942 assume il comando del 3º Gruppo Autonomo Caccia Terrestre, allora in fase di riequipaggiamento con i caccia Aermacchi C.200 Saetta sull'aeroporto di Ciampino sud. Nel settembre dello stesso anno, al termine del periodo di addestramento, il 3º Gruppo Caccia Terrestre non viene mandato nuovamente in Africa Settentrionale Italiana ma assegnato di stanza sull'aeroporto di Lecce-Galatina con compiti di scarta ai preziosi convogli navali.
Dopo l'inizio dell'Operazione Torch, l'11 novembre il 3º Gruppo Caccia Terrestre è trasferito sull'aeroporto di Chinisia, in Sicilia. Nel maggio 1943 il 3º Gruppo Caccia Terrestre inizia il riequipaggiamento con i caccia Messerschmitt Bf 109 sull'aeroporto di Caltagirone, e combatte in Sicilia fino al giorno 16 del mese di luglio, quando si trasferisce sull'aeroporto di Littoria. In seguito alle vicende dell'armistizio dell'8 settembre 1943, in risposta al bando di arruolamento emesso dal colonnello Ernesto Botto aderì alla Repubblica Sociale Italiana, entrando poi nell'Aeronautica Nazionale Repubblicana. Con il grado di tenente colonnello subentrò al parigrado Antonio Vizzotto al comando del 2º Gruppo caccia "Gigi Tre Osei", equipaggiato con i caccia Fiat G.55 Centauro, ricoprendolo fino al marzo 1945 quando gli subentrò il capitano (poi maggiore) Carlo Miani. Quando nell'agosto 1944 il Feldmaresciallo Wolfram von Richthofen tentò di incorporare i reparti dell'ANR nelle file della Luftwaffe (Operazione Phoenix) fu l'unico comandante di gruppo ad opporsi, armi in pugno, ai militari tedeschi, che dovettero desistere dal tentativo.  Nell'aprile 1945, dopo la fine della guerra, mentre attraversa la Galleria Vittorio Emanuele a Milano, è riconosciuto da un ex militare che lo denuncia alla polizia partigiana quale appartenente all'Aeronautica Nazionale Repubblicana. Consegnato agli alleati, il 1º maggio fu arrestato e trasferito sotto scorta a Roma in aereo, insieme al Capo di stato maggiore dell'A.N.R. colonnello Giuseppe Baylon, e al Sottocapo di stato maggiore Remo Cadringher.
Non sono disponibili informazioni su eventuali abbattimenti nel periodo in cui ha prestato servizio con l'Aeronautica Repubblicana. Sopravvissuto alla cattura e alla successiva epurazione, tornò definitivamente alla vita civile conducendo una vita discreta e ritirata fino alla sua morte sopraggiunta all'ospedale di Ancona il 10 dicembre 1989.

### Annotazioni
1. ↑  Le altre due erano la 352ª (capitano Luigi Borgogno), e 353ª Squadriglia (capitano Riccardo Roveda).
2. ↑  Formato da tre squadriglia, la 153ª Squadriglia (capitano Olivio Monesi), e 154ª Squadriglia (capitano Oscar Tomasini), e 155ª Squadriglia (capitano Bruno Alessandrini).

### Fonti
1. 1 2  Foglio Matricolare di Alessandrini Aldo, Archivio di Stato di Ascoli Piceno.
2. ↑   Eduardo Manuel Gil Martínez, AERONAUTICA NAZIONALE REPUBBLICANA A.N.R. 1943-1945, Soldiershop Publishing, 19 febbraio 2020, ISBN 978-88-9327-555-2. URL consultato il 22 aprile 2023.
3. ↑  Gatti 2015, p. 13.
4. ↑  Dunning 1988, p. 28.
5. ↑  Gatti 2015, p. 15.
6. ↑  Petrelli Marco, A Difendere i cieli d'Italia, Ed. Ciclostile, Massa 2014
7. ↑  Gatti 2015, p. 16.
8. ↑  Gatti 2015, p. 17.
9. 1 2  Gatti 2013, p. 57.
10. ↑  Dunning 1988, p. 20.
11. ↑  Dunning 1988, p. 21.
12. 1 2  Carlo Cavagliano , I Messerschmitt del Comandante Drago, Edizioni Eclettica, Massa, 2015
13. ↑  Barbadillo.
14. ↑  Supplemento ordinario alla Gazzetta Ufficiale del Regno d'Italia n.230 del 2 ottobre 1939, pag.48.